# Réserve nationale de faune en milieu marin des îles Scott
La réserve nationale de faune en milieu marin des îles Scott (anglais : Scott Islands Marine National Wildlife Area) est une réserve nationale de faune située dans le district régional de Mount Waddington en Colombie-Britannique. Cette aire marine protégée de 11 546 km2 protège les milieux marins entourant les îles Scott, l'une des régions qui accueillent un grand nombre d'oiseaux de mer reproducteurs sur la côte du Pacifique du Canada.